# بيت ويلر
بيت ويلر (بالإنجليزية: Pete Wheeler)‏ هو فنان نيوزيلندي، ولد في 1978.